# Quartier du Faubourg-du-Roule

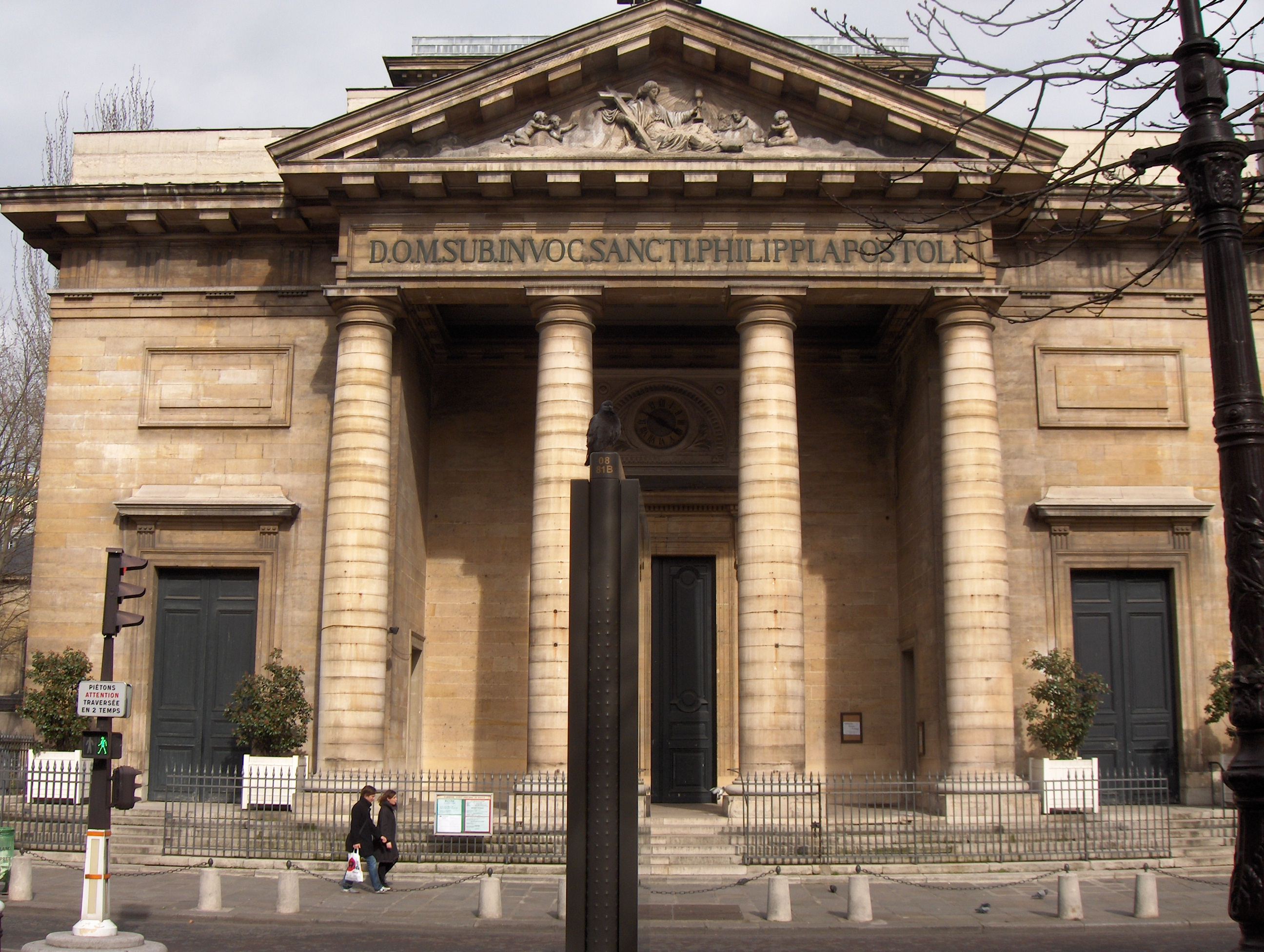
Kostel Saint-Philippe-du-Roule

Quartier du Faubourg-du-Roule (čtvrť Předměstí Roule) je 30. administrativní čtvrť v Paříži, která je součástí 8. městského obvodu. Má rozlohu 79,6 ha a ohraničují ji ulice Avenue des Champs-Élysées na jihu, Avenue de Wagram na západě, Boulevard de Courcelles na severu, Rue de Courcelles na severovýchodě a krátké úseky ulic Rue La Boétie, Rue du Faubourg-Saint-Honoré, Rue Jean Mermoz, Rue Rabelais a Avenue Matignon na východě.
Čtvrť byla pojmenována podle bývalého předměstí Roule, které se v místech rozkládalo. Jeho název se objevuje i v označení kostela Saint-Philippe-du-Roule.

## Vývoj počtu obyvatel
| Rok sčítání | Počet obyvatel | Hustota zalidnění (ob./km²) |
| ----------- | -------------- | --------------------------- |
| 1954        | 20 647         | 25 938                      |
| 1962        | 19 318         | 24 269                      |
| 1968        | 17 226         | 21 641                      |
| 1975        | 13 490         | 16 947                      |
| 1982        | 12 016         | 15 095                      |
| 1990        | 10 405         | 13 072                      |
| 1999        | 10 038         | 12 611                      |